# 荀緯
荀緯（182年—223年），字公高，河內人。年少時喜好文學，曹魏越騎校尉。

## 生平
荀緯因戰亂避居并州，建安十一年（公元206年），梁習任并州刺史，推舉州內名士，荀緯、常林、楊俊、王象、王淩等人都被舉薦，曹操將他們都任命為縣長。
建安年間，荀緯受曹丕所禮待，召署軍謀掾、魏太子庶子，遷任至散騎常侍、越騎校尉。
黃初三年（公元222年），曹丕的車駕抵達宛城，曹丕以城中不繁盛為由，大怒之下將楊俊收監入獄。尚書僕射司馬懿、散騎常侍王象和荀緯都為楊俊說情，叩頭至流血，但曹丕依然不願饒恕，楊俊知道後說：「臣知罪。」於是自殺。
黃初四年（公元223年），荀緯去世，年四十二歲。

## 評價
自潁川邯鄲淳、繁欽、陳留路粹、沛國丁儀、丁廙、弘農楊脩、河內荀緯等，亦有文采，而不在此七人之例。——陳壽，《三國志·王粲傳》